# تخریب دیوار کارخانه
«تخریب دیوار کارخانه» یا تخریب یک دیوار (فرانسوی: Démolition d'un mur‎) یک فیلم صامت فرانسوی به کارگردانی لوئیس لومیر است که در سال ۱۸۹۵ منتشر شد.